# Acron (Floride)
Pour les articles homonymes, voir Acron (homonymie).
Acron est une ville fantôme dans le comté de Lake en Floride aux États-Unis.
Elle est située près de Sorrento.
C'est dans cette ville que se sont mariés Flora Call et Elias Disney, les parents de Walt Disney.